# Marilù S. Manzini
Marilù S. Manzini (Modena, 27 marzo 1978) è una scrittrice e regista italiana.

## Biografia
Nata a Modena, figlia di un giornalista e di una industriale, la Manzini adotta come pseudonimo letterario il cognome materno.
Il suo primo libro Bambola di cera venne pubblicato da una casa editrice locale; successivamente scrisse per Salani il romanzo Io non chiedo permesso e per Rizzoli i due romanzi Il quaderno nero dell'amore e Se siamo ancora vivi. Inoltre ha curato per tre anni una rubrica all'Interno del settimanale del Corriere della Sera Style e da luglio 2016 pubblica sul magazine Ultima Voce. 
Oltre a lavorare come scrittrice, la Manzini ha anche partecipato a delle mostre artistiche come fotografa, pittrice e scultrice.
Nel maggio 2021 esce al cinema "Il quaderno nero dell'amore" tratto dall'omonimo romanzo edito da Rizzoli. Marilù S. Manzini ne cura la regia e la sceneggiatura. All'interno del film si possono riconoscere diverse opere fotografiche ed artistiche della stessa Manzini.

## Opere

### Romanzi
- Bambola di cera, Pontegobbo, 2001, ISBN 9788886754507
- Io non chiedo permesso, Salani, 2004, ISBN 88-84-51345-6
- Il quaderno nero dell'amore, Rizzoli, 2006, ISBN 88-17-01254-8
- Se siamo ancora vivi, Rizzoli, 2008, ISBN 88-17-02042-7
- La cura della vergogna, Bietti, 2018, ISBN 8882484068

## Filmografia

### Regista
- Il quaderno nero dell'amore (2021)